# Милуша Анђелић
Милуша Анђелић (Врбица, код Билеће, 15. март 1900 — Тузла, 10. новембар 2005) била је босанскохерцеговачка стогодишњакиња која је у време своје смрти била најстарија жива особа у Босни и Херцеговини.

## Биографија
Милуша Анђелић рођена је у селу Врбица код Билеће 15. марта 1900. године. Постоје неке тврдње да је рођена 1890. године. Живела је са сином Матом и никада се није жалила на било какве здравствене тегобе. У Тузли је живела од 1985. године. Милуша Анђелић мајка је познатог тузланског лекара Мате Анђелића. Сахрана Милуше Анђелић одржана је 11. новембра 2005. године на Православном гробљу Трновац у Тузли.